# Hamiltonska huset, Kungsträdgårdsgatan

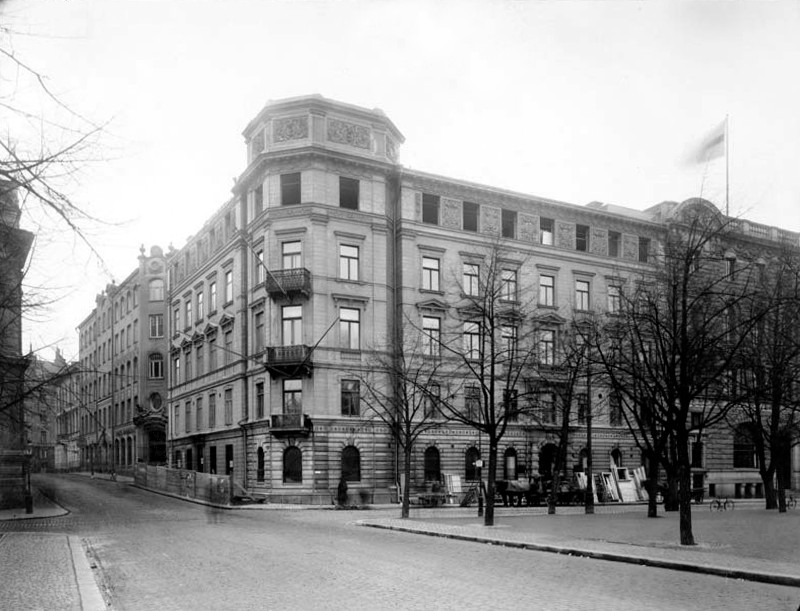
Hamiltonska huset 1917, ett par år innan huset revs.

Hamiltonska huset, ursprungligen Wachtmeisterska palatset, von Fersenska palatset, von Lantingshauska palatset, och Rålambska huset, var ett hus i hörnet av Kungsträdgårdsgatan 2C (nuvarande 4) och Arsenalsgatan i nuvarande kv. Näckebro, tidigare kv. Blasieholmen. 
I slutet av 1600-talet uppförde greve Axel Wachtmeister ett stenhus i fyra våningar på tomten enligt ritningar eller anvisningar av Nicodemus Tessin den yngre. År 1730 benämns det Stoore steenhuuset widh Näckström. Huset kom därefter i ägo av familjen von Fersen och genom giftermål in i familjen von Lantingshausen under mitten av 1700-talet och i familjen Rålambs ägo i början av 1820-talet.
Den sista ägaren av huset så som det såg ut av Nicodemus Tessin den yngre var Emerentia Augusta Charlotta von Lantingshausen, gift Rålamb. Efter hennes död såldes hela kvarteret och delades upp i tre. Den del av tomten som huvudbyggnaden stod på behölls intakt men huset byggdes om och till på 1860-talet av greve Jakob Essen Hamilton enligt Johan Erik Söderlunds ritningar, då bland annat tornet och fasaden mot Kungsträdgårdsgatan tillkom. Ursprungsbyggnaden och flygeln mot Grevgränd höjdes då med en respektive två våningar. År 1894 övergick fastigheten till Lifförsäkrings AB Thule som året därpå lät höja byggnaden med ännu en våning och använde den som kontor. År 1921 uppförde Svenska Handelsbanken ett nytt bankpalats på tomten efter att ha rivit det gamla huset (se vidare Kungsträdgårdsgatan 4 ), ritat av Erik Josephson.

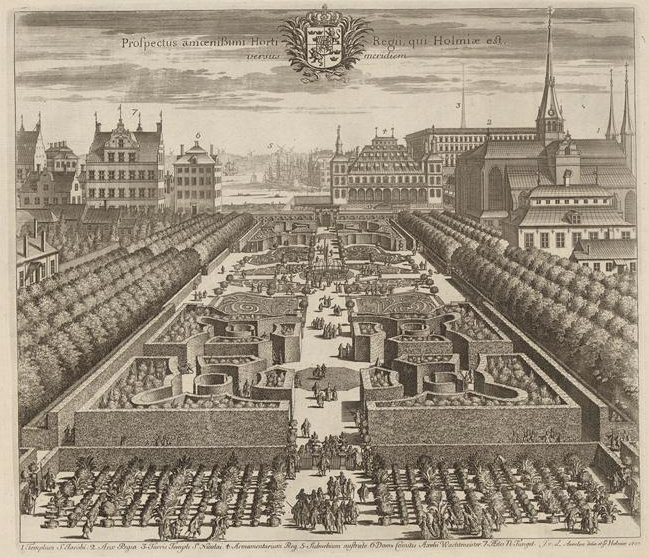
Wachtmeisterska huset (till vänster, nr 6) avbildat i Suecia antiqua et hodierna 1700.
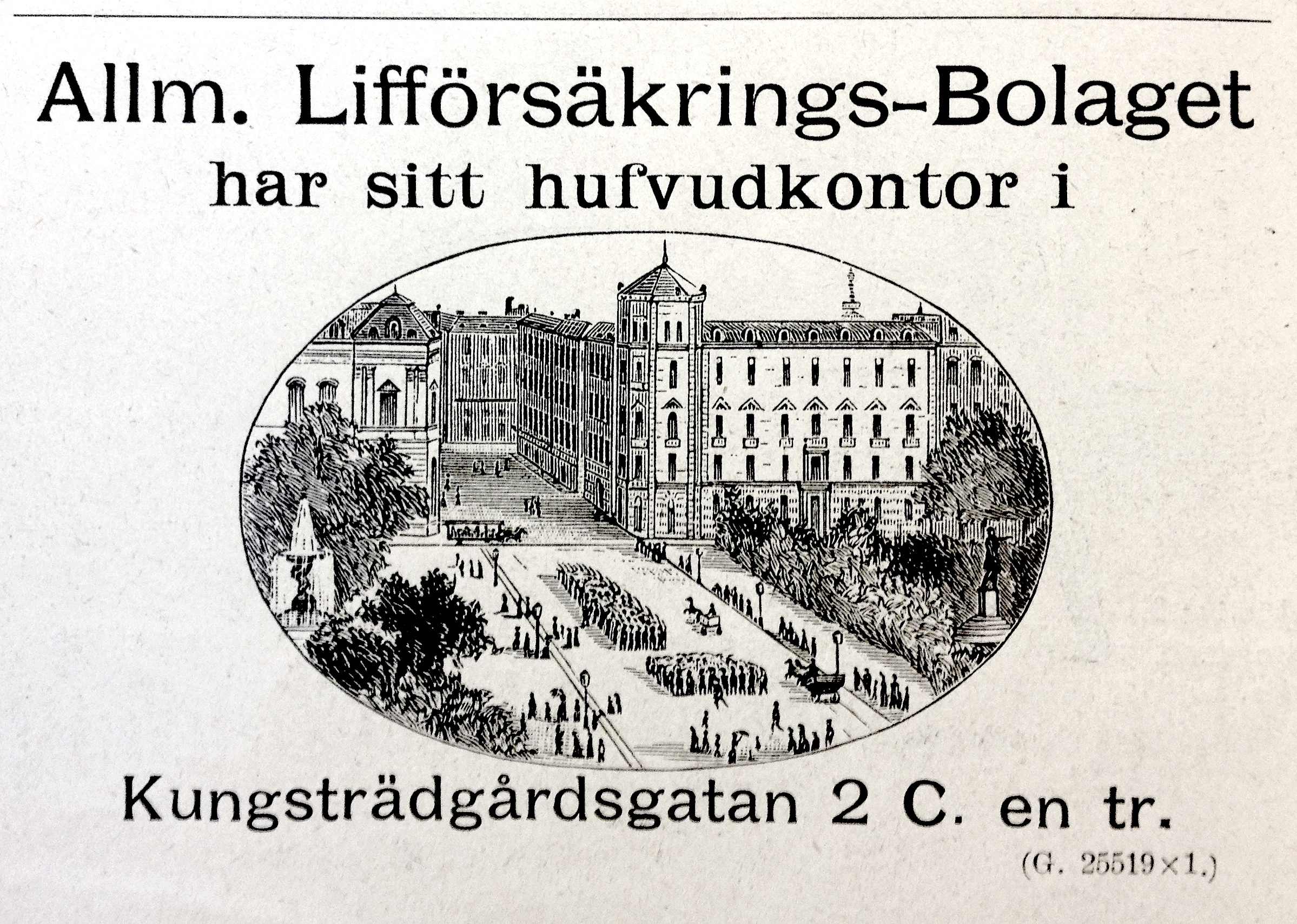
Annons för Allmäna Lifförsäkrings-Bolaget med avbildning av Hamiltonska huset 1888, ur Skandinavisk modetidning.